# Alma (Kolorado)
Alma – miasto w centralnej części stanu Kolorado, w hrabstwie Park.

## Demografia
Leży na wysokości 3158 m n.p.m. W 2010 roku miasto liczyło 270 mieszkańców i jest najwyżej położonym miastem w Stanach Zjednoczonych. W 2023 roku liczba mieszkańców wzrosła do 312 osób, a gęstość zaludnienia do 333 osób/km².